# Grégory Galiffi
 (août 2025).
Si vous disposez d'ouvrages ou d'articles de référence ou si vous connaissez des sites web de qualité traitant du thème abordé ici, merci de compléter l'article en donnant les références utiles à sa vérifiabilité et en les liant à la section « Notes et références ».
Grégory Galiffi, né le 3 janvier 1975, est un animateur de télévision français.

## Biographie
Avant d'être animateur, Grégory Galiffi effectue trois années d'étude de médecine. Il passe ensuite une licence en biologie cellulaire pour obtenir un master de journalisme scientifique et technique, à la suite duquel il obtient un emploi au sein de la rédaction du magazine automobile de M6 Turbo.
Il rejoint ensuite Direct 8 dès son lancement (devenue C8), pour y animer le magazine automobile de la chaîne Direct Auto.

### Carrière
Il commence sa carrière de pigiste chez Sciences & Avenir en 1999. Entre 1999 et 2001, il rédige quelques articles paru dans le magazine spécialisé Auto-Moto. Sur la même période, 2000-2001, Galiffi travaille pour le site internet Caradisiac en tant que rédacteur.
Durant 4 ans (2000-2004), il développe ses compétences journalistiques dans le journalisme radiophonique sur Autoroute FM, radio privée émettant sur le réseau autoroutier sur une seule fréquence (107,7 MHz FM).
Il participe en tant que journaliste durant plus de 3 ans (2001-2004) à l'émission V6 de Stéphane Rotenberg, magazine phare de la chaîne AB Moteurs consacré à l’automobile.
Ex-animateur, il intègre l'émission Turbo sur M6 en tant que journaliste de la rédaction, poste qu'il occupe de 2003 à mars 2005.
Grégory Galiffi fait partie de la chaîne Direct 8, devenue C8, depuis son lancement le 31 mars 2005et jusqu'à la fin de celle-ci en février 2025. Il est ainsi coprésentateur dans l’émission Nouveaux Talents avec Gaëlle Bézier en avril 2005 ainsi que dans l'émission Sciences Élément Terre à la même date.
De 2006 à février 2025, Grégory Galiffi est l'animateur vedette de Direct Auto, une émission consacrée à l'automobile par le biais de reportages d'actualité et d'essais de véhicules. Le magazine est diffusé tous les samedis à 11h.
Il est aussi animateur de l'émission À vos fourchettes qui fait partie d'un triptyque d'émissions avec À vos régions qui propose un tour d'horizon des terroirs de France et de leur gastronomie, ainsi que de À vos recettes, une émission hebdomadaire sur la bonne cuisine où un chef présentait ses spécialités. Durant 7 ans, de 2006 à 2014, il parcourt la France pour découvrir des sujets pour ce triptyque et les présenter.

## Ouvrages
- (fr) A vos fourchettes, Éditions Solar, 2008, 93 p.  (ISBN 2263046593)

### Participation
- Gregory Galiffi (préface), Restaurez et réparez votre Peugeot 205 GTI, Antony, Éditions techniques pour l'automobile et l'industrie, coll. « Restaurez et réparez », 2018, 255 p. (ISBN 979-10-283-0284-9)

## Compétition automobile

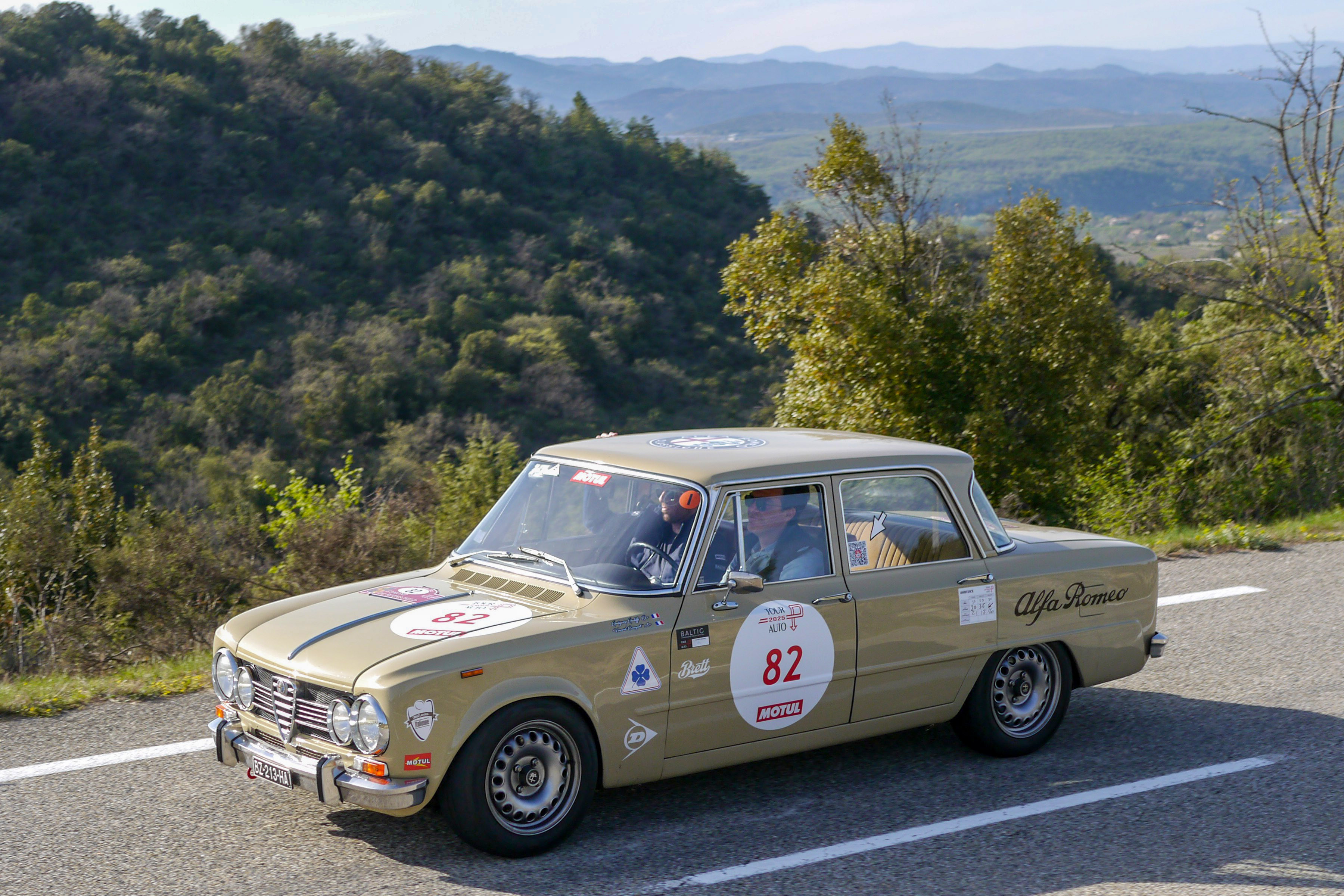
Alfa Romeo Giulia Super pilotée par Gregory Galiffi et Vincent Congnet lors du Tour Auto 2025 en direction de Lagorce.

Grégory Galiffi est un passionné de sport automobile. Depuis 2011, il participe chaque année au Tour Auto Optic 2000. Il participe également au tour de Corse historique.